# Bayer 04 Leverkusen Fußball 2013-2014 (femminile)
Questa voce raccoglie le informazioni riguardanti il Bayer 04 Leverkusen Fußball nelle competizioni ufficiali della stagione 2013-2014.

## Divise e sponsor
La grafica adottata era la stessa del Bayer Leverkusen maschile. Il main sponsor era il marchio di elettronica sudcoreana LG mentre quello tecnico, fornitore delle tenute da gioco, era Adidas.
|  | Casa |  | Trasferta |  | Terza tenuta |

## Organigramma societario
Come da sito ufficiale, aggiornato al 16 febbraio 2015.
Area tecnica
- Allenatore: Thomas Obliers
- Vice allenatore:
- Allenatore dei portieri:
- Preparatore atletico:
- Fisioterapista:
- Teammanager:

## Rosa
Rosa, ruoli e numeri di maglia come da sito ufficiale, aggiornati al 12 ottobre 2013, integrati dal sito della Federcalcio tedesca (DFB).
| N. |                     | Ruolo | Calciatrice         |
| -- | ------------------- | ----- | ------------------- |
| 1  | Germania (bandiera) | P     | Lisa Schmitz        |
| 2  | Germania (bandiera) | D     | Nina Claassen       |
| 3  | Germania (bandiera) | D     | Laura Leluschko     |
| 4  | Germania (bandiera) | C     | Kathrin Hendrich    |
| 5  | Germania (bandiera) | D     | Marisa Ewers        |
| 6  | Germania (bandiera) | C     | Claudia Götte       |
| 7  | Germania (bandiera) | C     | Isabel Kerschowski  |
| 8  | Germania (bandiera) | C     | Ramona Petzelberger |
| 9  | Germania (bandiera) | D     | Merle Barth         |
| 10 | Germania (bandiera) | A     | Turid Knaak         |
| 11 | Germania (bandiera) | C     | Theresa Panfil      |
| 13 | Germania (bandiera) | D     | Marith Prießen      |

| N. |                     | Ruolo | Calciatrice         |
| -- | ------------------- | ----- | ------------------- |
| 14 | Germania (bandiera) | A     | Sharon Beck         |
| 15 | Germania (bandiera) | C     | Rebecca Knaak       |
| 16 | Germania (bandiera) | C     | Laura Widak         |
| 17 | Germania (bandiera) | C     | Marina Hegering     |
| 18 | Germania (bandiera) | A     | Venus El-Kassem     |
| 19 | Germania (bandiera) | C     | Lisa Schwab         |
| 20 | Germania (bandiera) | P     | Anna Klink          |
| 21 | Germania (bandiera) | C     | Francesca Weber     |
| 23 | Germania (bandiera) | A     | Isabelle Linden     |
| 25 | Germania (bandiera) | P     | Janina Scharnbacher |
| 30 | Germania (bandiera) | D     | Carolin Simon       |

## Calciomercato

### Sessione estiva
| Acquisti | Acquisti        | Acquisti                        | Acquisti   |
| R.       | Nome            | da                              | Modalità   |
| -------- | --------------- | ------------------------------- | ---------- |
| D        | Nina Claassen   | Gütersloh                       | definitivo |
| C        | Sharon Beck     | SGS Essen                       | definitivo |
| C        | Rebecca Knaak   | Bad Neuenahr                    | definitivo |
| C        | Theresa Panfil  | 1. FFC Francoforte              | definitivo |
| C        | Laura Widak     | Salia Sechtem [Primavera B (F)] | definitivo |
| A        | Venus El-Kassem | Turbine Potsdam II              | definitivo |

| Cessioni | Cessioni           | Cessioni             | Cessioni                       |
| R.       | Nome               | a                    | Modalità                       |
| -------- | ------------------ | -------------------- | ------------------------------ |
| C        | Susanne Kasperczyk | Alemannia Aquisgrana | definitivo                     |
| C        | Alina Calicchio    | Bayer Leverkusen II  | aggregata alla squadra riserve |
| C        | Carolin Dej        | Colonia              | definitivo                     |
| A        | Eunice Beckmann    | Linköping            | definitivo                     |

## Risultati

### Frauen-Bundesliga

#### Girone di andata
| Arbitro: | Lohmeyer (Holtland) |

|                                  |           |  |
| Petzelberger 17’, 54’ Linden 38’ | Marcatori |  |

| Cloppenburg 15 settembre 2013, ore 14:00 CEST 2ª giornata | Cloppenburg       | 0 – 0 referto | Bayer Leverkusen | Arena Oldenburger Münsterland (1 240 spett.)\| Arbitro: \| Elsner (Duisburg) \| |
| Arbitro:                                                  | Elsner (Duisburg) |               |                  |                                                                                 |

| Arbitro: | Eisenhardt (Holzgerlingen) |

|                   |           |                       |
| T. Knaak 10’, 66’ | Marcatori | 62’ Pankratz 85’ Betz |

| Arbitro: | Kurtes (Düsseldorf) |

|                       |           |                      |
| Šašić 7’ Marozsán 65’ | Marcatori | 80’ Linden 90’ Weber |

| Arbitro: | Hussein (Bad Harzburg) |

|                         |           |                                               |
| Petzelberger 80’ (rig.) | Marcatori | 28’ Evans 38’ Šimić 40’, 75’ Elsig 64’ Añonma |

| Arbitro: | Illing (Limbach-Oberfrohna) |

|                |           |  |
| Hagen 32’, 71’ | Marcatori |  |

| Arbitro: | Biehl (Siesbach) |

|  |           |                                          |
|  | Marcatori | 2’ Jakabfi 18’ Keßler 27’ Popp 29’ Faißt |

| Arbitro: | Wolk (Worms) |

|                |           |  |
| Hearn 35’, 49’ | Marcatori |  |

| Arbitro: | Elsner (Duisburg) |

|                                                     |           |           |
| T. Knaak 2’ Linden 46’, 63’ Schwab 60’ Hendrich 73’ | Marcatori | 45’ Maier |

| Arbitro: | Schultz (Wolfsburg) |

|                                                                                      |           |  |
| Linden 12’, 38’ Kerschowski 27’ T. Knaak 48’ (rig.), 58’ Weber 77’, 82’ Hendrich 83’ | Marcatori |  |

| Arbitro: | Haider (Roth) |

|              |           |                                                 |
| Dallmann 33’ | Marcatori | 38’ Schwab 74’ T. Knaak 77’ Hegering 90’ Linden |

#### Girone di ritorno
| Arbitro: | Derlin (Bad Schwartau) |

|                      |           |              |
| Šundov 28’ Oster 46’ | Marcatori | 35’ T. Knaak |

| Arbitro: | Stolz (Pritzwalk) |

|                                        |           |                     |
| Schwab 24’, 83’ Weber 36’ T. Knaak 88’ | Marcatori | 42’ (rig.) Islacker |

| Arbitro: | Appelmann (Sörgenloch) |

|                                                                |           |                              |
| Stoller 19’, 80’ Schneider 39’ (rig.) Cameron 57’ Iwabuchi 86’ | Marcatori | 23’, 49’ Claassen 34’ Schwab |

| Leverkusen 29 marzo 2014, ore 13:00 CEST 15ª giornata | Bayer Leverkusen        | 0 – 0 referto | 1. FFC Francoforte | Ulrich-Haberland-Stadion (892 spett.)\| Arbitro: \| Baitinger (Friesenheim) \| |
| Arbitro:                                              | Baitinger (Friesenheim) |               |                    |                                                                                |

| Arbitro: | Schultz (Wolfsburg) |

|                     |           |  |
| Šimić 3’ Añonma 23’ | Marcatori |  |

| Arbitro: | Hussein (Bad Harzburg) |

|                                 |           |                                |
| Panfil 47’ Linden 60’ Weber 66’ | Marcatori | 45’ Holstad Berge 76’ Beckmann |

| Arbitro: | Stolz (Pritzwalk) |

|                           |           |  |
| Bunte 39’ Keßler 56’, 72’ | Marcatori |  |

| Arbitro: | Wozniak (Herne) |

|  |           |           |
|  | Marcatori | 26’ Erceg |

| Arbitro: | Söder (Norimberga) |

|                       |           |               |
| Arnold 46’ Starke 82’ | Marcatori | 56’, 57’ Beck |

| Arbitro: | Haider (Roth) |

|  |           |                                                              |
|  | Marcatori | 15’ Beck 44’ Ewers 66’ Simon 69’ Weber 71’ Linden 81’ Schwab |

| Arbitro: | Eisenhardt (Holzgerlingen) |

|  |           |              |
|  | Marcatori | 36’ Hartmann |

### DFB-Pokal der Frauen
| Arbitro: | Kuchmann-Nowak (Oberhausen) |

|  |           |                                                                                      |
|  | Marcatori | 7’ El-Kassem 27’, 54’, 81’, 83’, 90’ Panfil 36’ (rig.) T. Knaak 47’ Linden 77’ Weber |

| Arbitro: | Elsner (Duisburg) |

|              |           |                      |
| Claassen 17’ | Marcatori | 48’ Ester 68’ Winczo |

## Statistiche

### Statistiche di squadra
| Competizione         | Punti | In casa | In casa | In casa | In casa | In casa | In casa | In trasferta | In trasferta | In trasferta | In trasferta | In trasferta | In trasferta | Totale | Totale | Totale | Totale | Totale | Totale | DR  |
| Competizione         | Punti | G       | V       | N       | P       | Gf      | Gs      | G            | V            | N            | P            | Gf           | Gs           | G      | V      | N      | P      | Gf     | Gs     | DR  |
| -------------------- | ----- | ------- | ------- | ------- | ------- | ------- | ------- | ------------ | ------------ | ------------ | ------------ | ------------ | ------------ | ------ | ------ | ------ | ------ | ------ | ------ | --- |
| Frauen-Bundesliga    | 26    | 11      | 5       | 2       | 4       | 26      | 17      | 11           | 2            | 3            | 6            | 18           | 21           | 22     | 7      | 5      | 10     | 44     | 38     | +6  |
| DFB-Pokal der Frauen | -     | 1       | 0       | 0       | 1       | 1       | 2       | 1            | 1            | 0            | 0            | 9            | 0            | 2      | 1      | 0      | 1      | 10     | 2      | +8  |
| Totale               | -     | 12      | 5       | 2       | 5       | 27      | 19      | 12           | 3            | 3            | 6            | 27           | 21           | 24     | 8      | 5      | 11     | 54     | 40     | +14 |

### Andamento in campionato
| Giornata  | 1 | 2 | 3 | 4 | 5 | 6 | 7 | 8  | 9 | 10 | 11 | 12 | 13 | 14 | 15 | 16 | 17 | 18 | 19 | 20 | 21 | 22 |
| --------- | - | - | - | - | - | - | - | -- | - | -- | -- | -- | -- | -- | -- | -- | -- | -- | -- | -- | -- | -- |
| Luogo     | C | T | C | T | C | T | C | T  | C | C  | T  | T  | C  | T  | C  | T  | C  | T  | C  | T  | T  | C  |
| Risultato | V | N | N | N | P | P | P | P  | V | V  | V  | P  | V  | P  | N  | P  | V  | P  | P  | N  | V  | P  |
| Posizione | 1 | 2 | 5 | 6 | 7 | 9 | 9 | 10 | 8 | 7  | 6  | 7  | 5  | 5  | 6  | 6  | 6  | 6  | 6  | 6  | 6  | 7  |

Legenda:

Luogo: C = Casa; T = Trasferta. Risultato: V = Vittoria; N = Pareggio; P = Sconfitta.

### Statistiche delle giocatrici
| Giocatore       | Frauen-Bundesliga | Frauen-Bundesliga | Frauen-Bundesliga | Frauen-Bundesliga | DFB-Pokal der Frauen | DFB-Pokal der Frauen | DFB-Pokal der Frauen | DFB-Pokal der Frauen | Totale   | Totale | Totale      | Totale     |
| Giocatore       | Presenze          | Reti              | Ammonizioni       | Espulsioni        | Presenze             | Reti                 | Ammonizioni          | Espulsioni           | Presenze | Reti   | Ammonizioni | Espulsioni |
| --------------- | ----------------- | ----------------- | ----------------- | ----------------- | -------------------- | -------------------- | -------------------- | -------------------- | -------- | ------ | ----------- | ---------- |
| M. Barth        | 11                | 0                 | 1                 | 0                 | 2                    | 0                    | 0                    | 0                    | 13       | 0      | 1           | 0          |
| S. Beck         | 9                 | 3                 | 0                 | 0                 | 2                    | 0                    | 0                    | 0                    | 11       | 3      | 0           | 0          |
| N. Claassen     | 14                | 2                 | 1                 | 0                 | 2                    | 1                    | 0                    | 0                    | 16       | 3      | 1           | 0          |
| V. El-Kassem    | 5                 | 0                 | 0                 | 0                 | 1                    | 1                    | 0                    | 0                    | 6        | 1      | 0           | 0          |
| M. Ewers        | 21                | 1                 | 3                 | 0                 | 1                    | 0                    | 0                    | 0                    | 22       | 1      | 3           | 0          |
| A. Gasper       | 5                 | 0                 | 0                 | 0                 | -                    | -                    | -                    | -                    | 5        | 0      | 0           | 0          |
| K. Hendrich     | 22                | 2                 | 2                 | 0                 | 2                    | 0                    | 0                    | 0                    | 24       | 2      | 2           | 0          |
| M. Hegering     | 8                 | 1                 | 0                 | 0                 | -                    | -                    | -                    | -                    | 8        | 1      | 0           | 0          |
| C. Kalin        | 1                 | 0                 | 0                 | 0                 | -                    | -                    | -                    | -                    | 1        | 0      | 0           | 0          |
| S. Kasperczyk   | -                 | -                 | -                 | -                 | -                    | -                    | -                    | -                    | -        | -      | -           | -          |
| I. Kerschowski  | 11                | 1                 | 1                 | 0                 | 2                    | 0                    | 0                    | 0                    | 13       | 1      | 1           | 0          |
| A. Klink        | 3                 | -5                | 0                 | 1                 | 2                    | -1                   | 0                    | 0                    | 5        | -6     | 0           | 1          |
| R. Knaak        | 10                | 0                 | 1                 | 0                 | 2                    | 0                    | 0                    | 0                    | 12       | 0      | 1           | 0          |
| T. Knaak        | 22                | 8                 | 1                 | 0                 | 2                    | 1                    | 0                    | 0                    | 24       | 9      | 1           | 0          |
| L. Leluschko    | 3                 | 0                 | 1                 | 0                 | -                    | -                    | -                    | -                    | 3        | 0      | 1           | 0          |
| I. Linden       | 19                | 9                 | 0                 | 0                 | 2                    | 1                    | 0                    | 0                    | 21       | 10     | 0           | 0          |
| T. Panfil       | 16                | 1                 | 0                 | 0                 | 1                    | 5                    | 0                    | 0                    | 17       | 6      | 0           | 0          |
| R. Petzelberger | 22                | 3                 | 0                 | 0                 | 1                    | 0                    | 0                    | 0                    | 23       | 3      | 0           | 0          |
| M. Prießen      | 18                | 0                 | 2                 | 0                 | 1                    | 0                    | 0                    | 0                    | 19       | 0      | 2           | 0          |
| K. Prinz        | 2                 | 0                 | 0                 | 0                 | -                    | -                    | -                    | -                    | 2        | 0      | 0           | 0          |
| H. Sahlmann     | -                 | -                 | -                 | -                 | -                    | -                    | -                    | -                    | -        | -      | -           | -          |
| J. Scharnbacher | 0                 | 0                 | 0                 | 0                 | -                    | -                    | -                    | -                    | 0        | 0      | 0           | 0          |
| L. Schmitz      | 20                | -33               | 1                 | 0                 | 0                    | 0                    | 0                    | 0                    | 20       | -33    | 1           | 0          |
| L. Schwab       | 14                | 6                 | 2                 | 0                 | 1                    | 0                    | 0                    | 0                    | 15       | 6      | 2           | 0          |
| C. Simon        | 20                | 1                 | 0                 | 1                 | 1                    | 0                    | 0                    | 0                    | 21       | 1      | 0           | 1          |
| F. Weber        | 21                | 6                 | 2                 | 0                 | 2                    | 1                    | 0                    | 0                    | 23       | 7      | 2           | 0          |
| L. Widak        | 5                 | 0                 | 0                 | 0                 | 1                    | 0                    | 0                    | 0                    | 6        | 0      | 0           | 0          |